# زلزال تشياباس 2017
ضرب زلزال بلغت شدته 8.1 درجة على مقياس ريختر قبالة ساحل ولاية تشياباس المكسيكية الساعة 11:49 مساءً بالتوقيت المحلي يوم 7 سبتمبر 2017، على بعد حوالي 87 كيلومتر (54 ميل) جنوب بيجيجابان. أدى الزلزال إلى هز بعض المباني في العاصمة مكسيكو سيتي، مما دفع الناس إلى الإخلاء. وقد أدى الزلزال إلى مقتل ما لا يقل عن 90 شخصًا في الولايات المحيطة وأجزاء من غواتيمالا.
جرى تفعيل عدة نظم إنذار في مكسيكو سيتي يوم 6 سبتمبر عن طريق الخطأ ما دفع إلى إخلاء عدد من المباني. وقد دفعت الحادثة إلى مراجعة النظم.